# Superfizielle Furchung
Die superfizielle Furchung ist ein Typ der meroblastischen (partiellen) Furchung dotterreicher Eizellen. Sie ist bei vielen Gliederfüßern anzutreffen und namentlich für Insekten charakteristisch. Näher untersucht wurde sie bei Drosophila melanogaster.
Aus dem Zellkern der Zygote entstehen durch viele synchrone und schnell aufeinander folgende Kernteilungen ohne nachfolgende Zellteilungen viele weitere Zellkerne, woraus ein vielkerniges Syncytium resultiert. Anschließend wandern die meisten Kerne in die Peripherie des Syncytiums, und zwischen benachbarten Kernen stülpt sich die Plasmamembran ein (superfizielle, d. h. oberflächliche Furchung), so dass jeder Kern in einer zum innen liegenden Dotter hin offenen Wabe liegt. Dieses Stadium wird als syncytiales Blastoderm bezeichnet. Schließlich grenzt sich jede Wabe als geschlossene Zelle vom Dotter ab. Dieses zelluläre Blastodermstadium wird bei D. melanogaster nach etwa zweieinhalb Stunden erreicht, und das Blastoderm besteht dann aus etwa 6.000 Zellen. Anschließend beginnt die Gastrulation.
Der andere Typ der meroblastischen Furchung ist die diskoidale Furchung, bei der der Kern der Zygote an der Oberfläche liegt und von diesem animalen Pol aus durch Zellteilungen (Furchung) eine sich ausbreitende Keimscheibe entsteht. Dieser Furchungstyp liegt u. a. bei Vögeln und Reptilien vor.
Kleine Eier, die wenig Dotter enthalten, wie die des Menschen und der Säugetiere, weisen eine holoblastische oder totale Furchung auf. Holoblastisch furchen sich auch die dotterarmen Eier vieler ursprünglich aquatischer (im Wasser lebender) Tiere wie etwa der Seeigel. Während Säugereier nur wenig Dotter benötigen, weil der sich entwickelnde Embryo schon sehr früh durch den mütterlichen Organismus ernährt wird, bilden Seeigel sehr kleine Larven, die sich selbständig ernähren können.

## Einzelnachweis
1. ↑  Lexikon der Biologie: Blastodermstadium. Spektrum, Heidelberg 1999.